# Boží muka Na Ježkovce
Pískovcová pozdně barokní boží muka od neznámého umělce se od roku 1796 nalézají v zahrádkářské osadě Na Ježkovce  asi 0,8 km jižně od zámku ve městě Heřmanův Městec v okrese Chrudim. Boží muka jsou od 6. března 2003 chráněna jako nemovitá kulturní památka ČR.

## Popis
Pilířová pískovcová boží muka s kaplicovým nástavcem se nalézají při polní cestě mezi dvěma vzrostlými lipami v zahrádkářské osadě Na Ježkovce. 
Na nízkém hranolovém podstavci s vypouklou čelní a zadní stranou ozdobenou vyhloubenými rámečky a nahoře okoseném profilováním stojí užší pilíř. 
Pilíř se skládá ze tří částí - dolní část je bombírovaně rozšířená a ozdobená vyhloubeným rámečkem s reliéfem mušle, střední část zdobí oválná rokajová kartuše s vytesaným ozdobným nápisem AVE MARIA a nahoře profilovaná římsa s reliéfem mušle, horní část pilíře je nahoře zakončena volutovou římsou ve středu vzedmutou. Na zadní straně pilíře se nalézají pozůstatky dnes již nečitelného nápisu. 
Na volutové římse stojí na nízkém profilovaném podstavci zakončeném obláčky kaplicový nástavec s prohnutou střechou. Na čelní straně je umístěn v mělké nice mariánský obrázek. Na zadní straně je v nice kaplicového nástavce umístěn vysoký reliéf hořícího srdce.

## Galerie

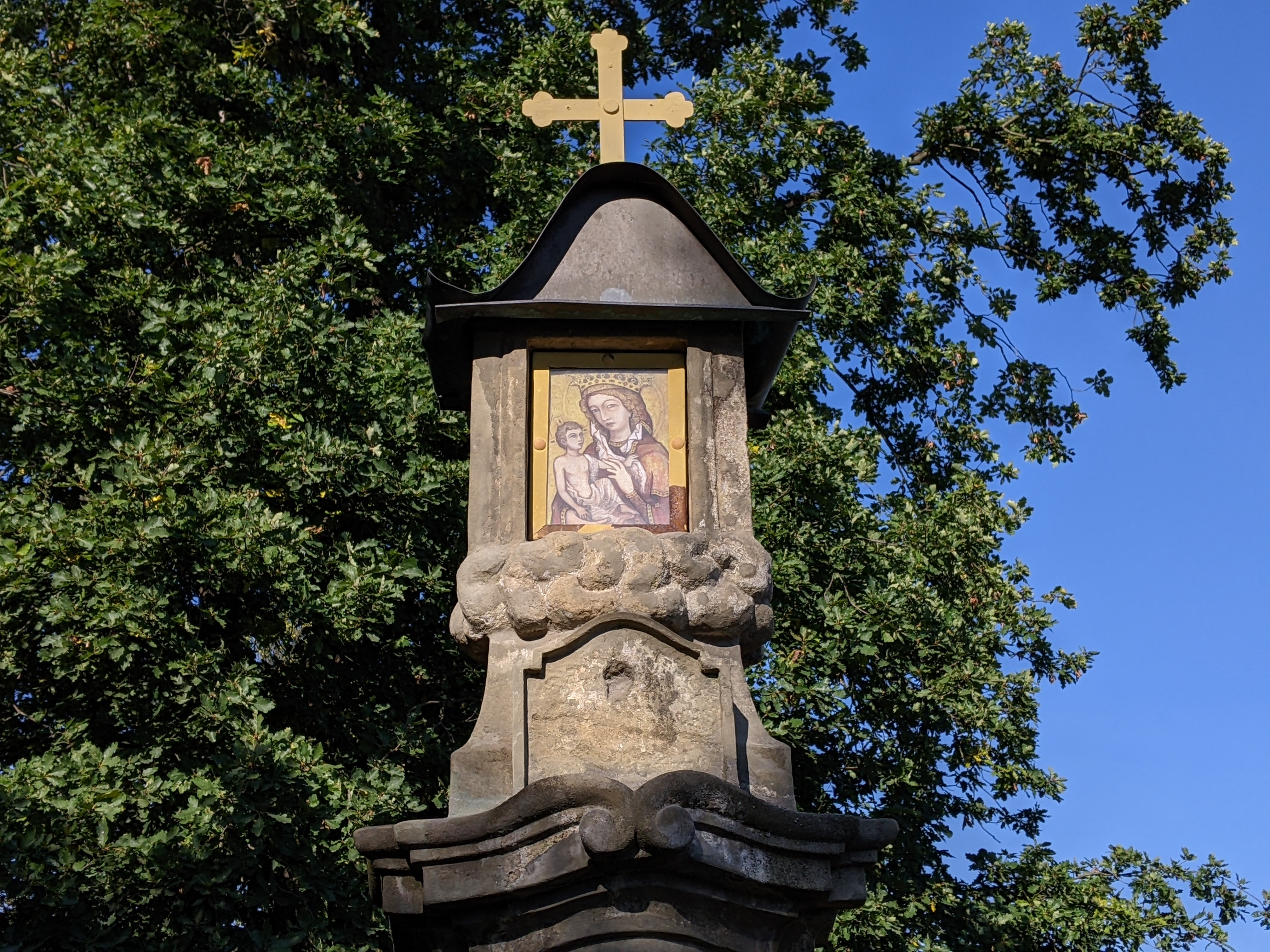
detail kaplice božích muk
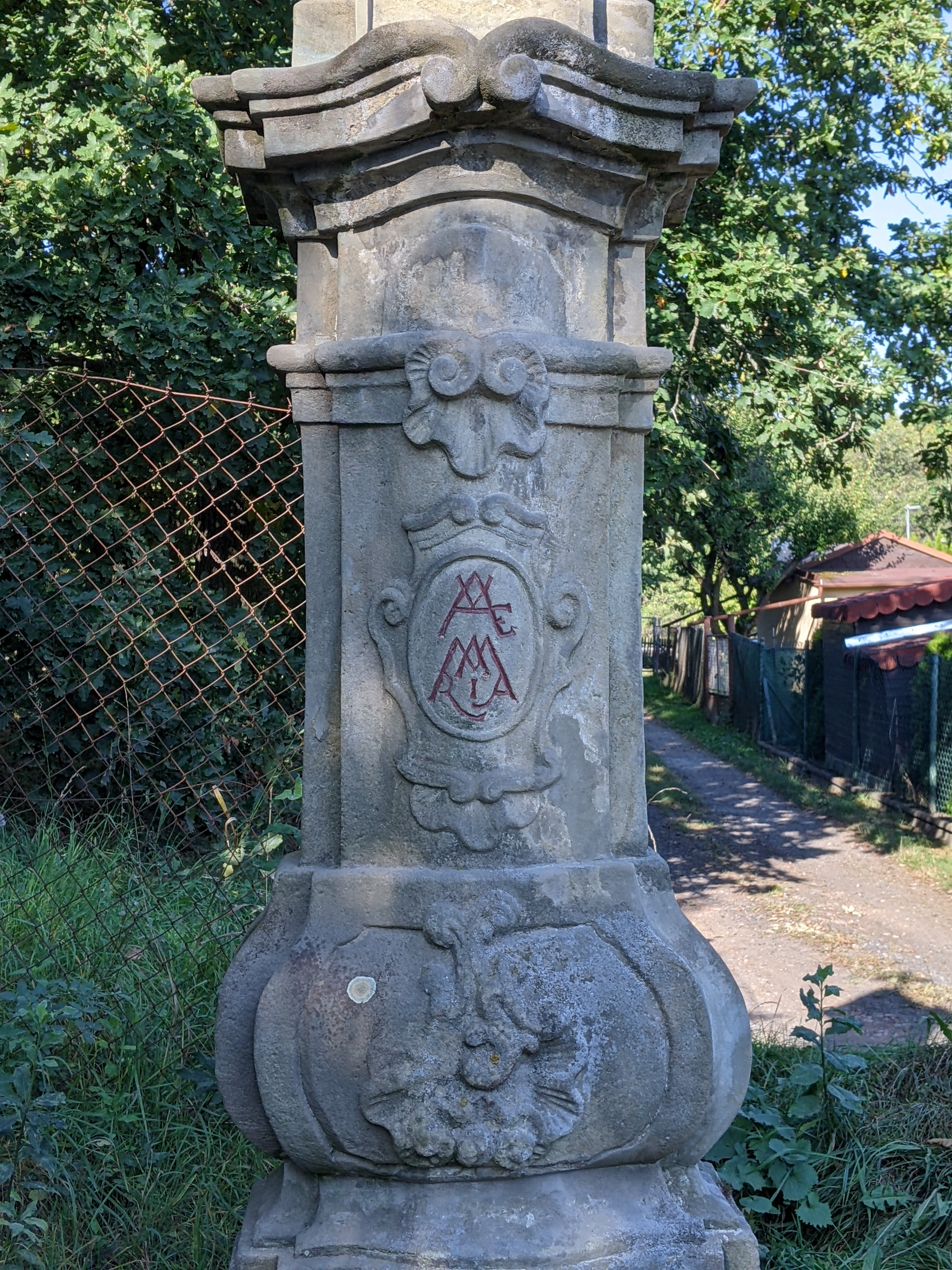
detail čelní strany pilíře
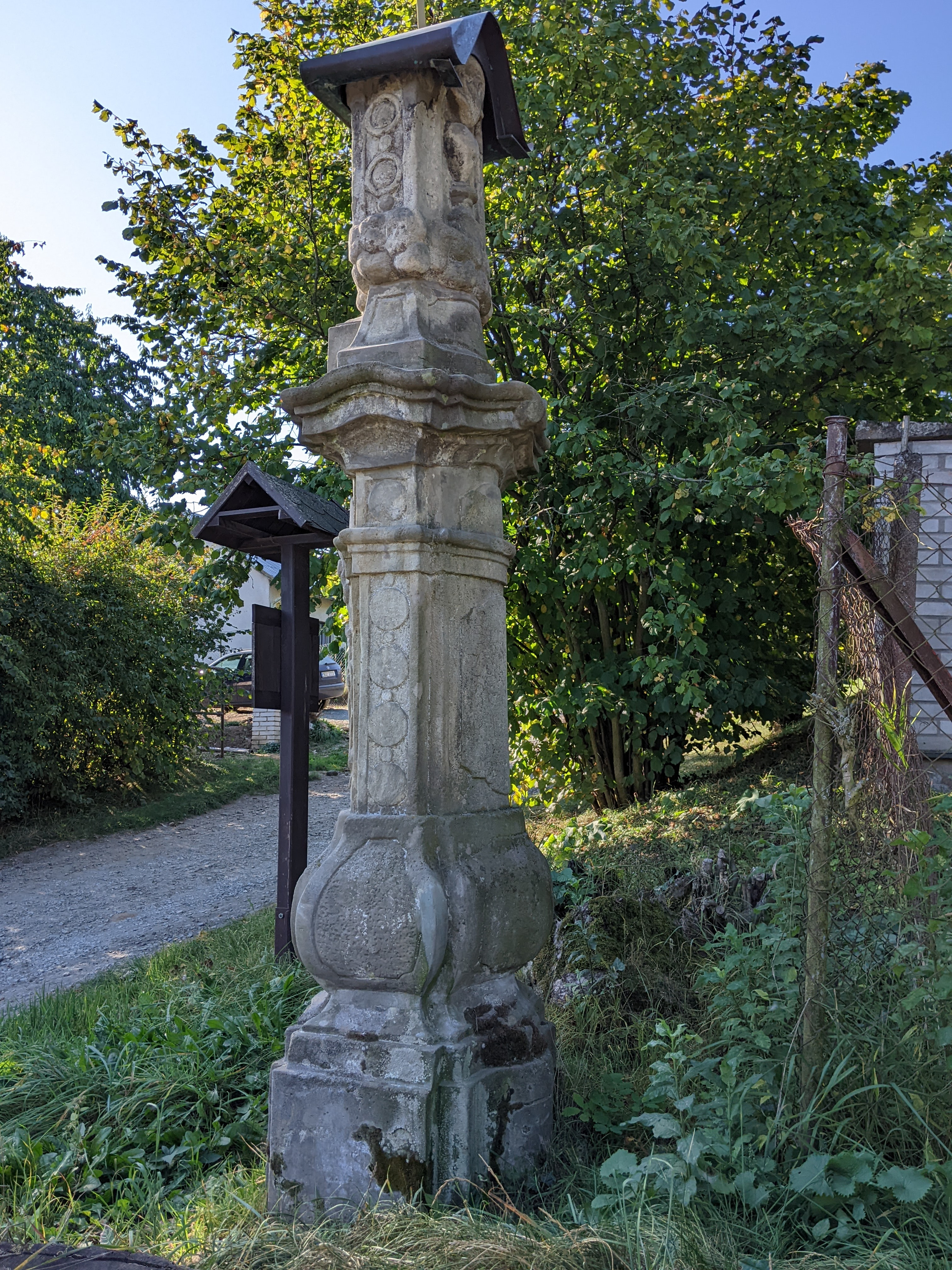
pohled na boží muka odzadu
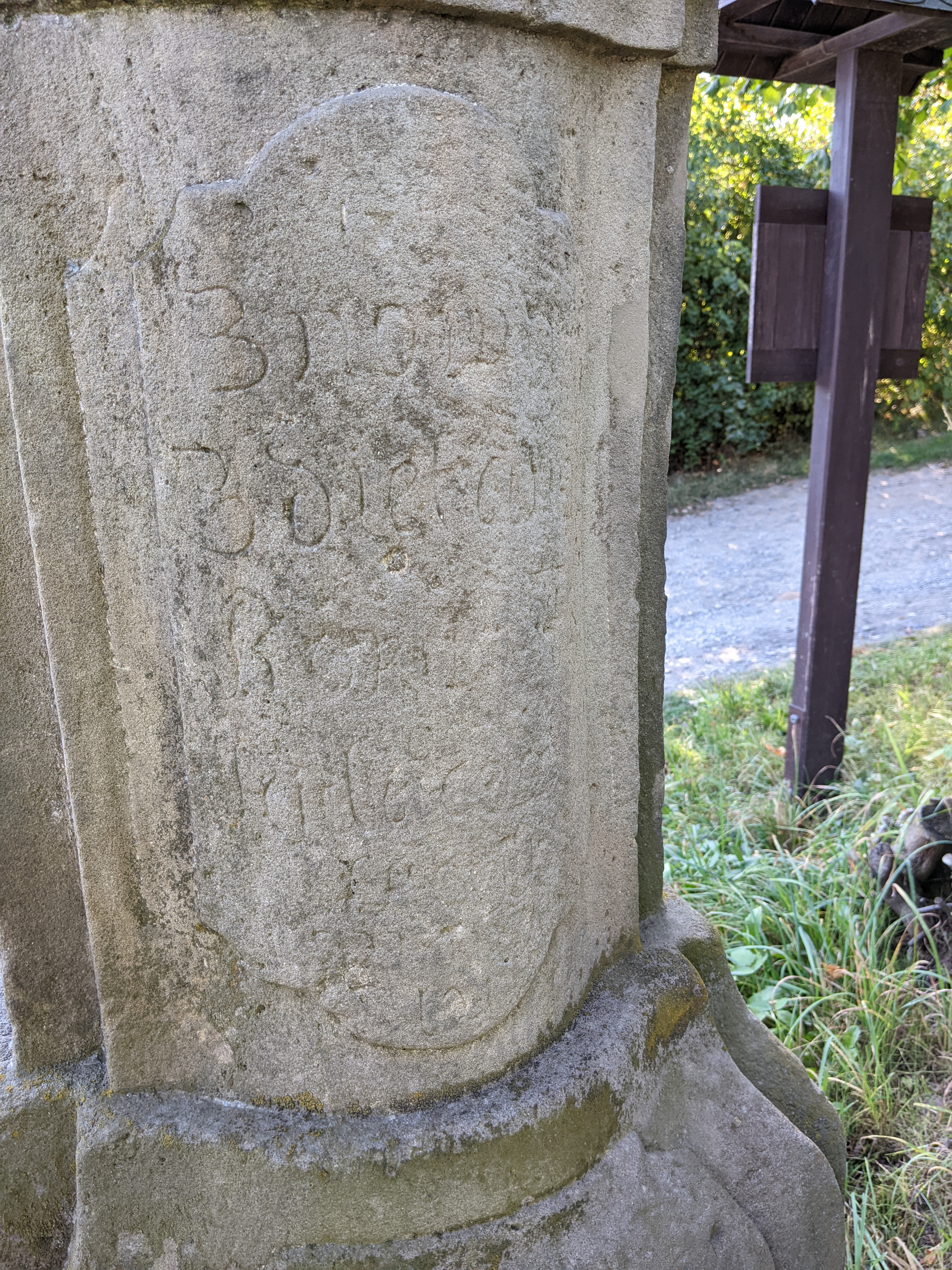
detail zadní strany pilíře